# フェリアル・ビント・ファールーク
フェリアル・ビント・ファールーク（亜剌:فريال بنت فاروق；ラテン文字転写:Ferial(Farial) bint Farouk, 1938年11月17日 モンタザ宮殿、アレクサンドリア - 2009年11月29日 ジュネーヴ）は、ムハンマド・アリー家統治期のエジプト王家の一員。最後のエジプト王フアード2世の異母姉。
エジプト王ファールーク1世とその最初の妻ファリダ王妃の長女として生まれた。国王夫妻の第1子としてその誕生は盛大に祝福され、数千人の貧民に対する朝食の配給が行われ、王女と同じ日に生まれた新生児がいる1700の家庭に、当時としては高額の1エジプト・ポンドが配られた。両親の間にはその後、ファウズィーヤとファディアの2人の妹が生まれたが、父は男子が生まれないことを理由に1948年に母を離縁し、ナリマン・サディクと再婚した。1952年のエジプト革命に際して家族とともにエジプトを追われ、イタリアのローマで少女時代を送った。
スイス、リュトリ（Lutry）のル・グラン・ヴェルジュ校（Le Grand Verger）で学び、ローザンヌの秘書学校で講師として働いた。1966年1月24日、ウェストミンスターでスイス人のホテル経営者の息子ジャン＝ピエール・ペルトン（Jean-Pierre Perreten、1968年没）と結婚した。夫はフェリアルとの結婚に際してスンニ派ムスリムに改宗し、シャミール・シェリフ（Samir Cheriff Perreten）と名乗った。しかし2人は長女のヤスミーヌ（Yasmine Perreten、1967年 - ）の誕生後まもなく離婚した。ヤスミーヌは2004年、エジプト女権活動家の草分けであったフーダ・シャーラーウィー（Huda Shaarawi）の孫息子と結婚した。
離婚後、フェリアルはモントルーの学校でタイピングとフランス語の教師として働き、2009年に胃がんにより亡くなった。遺骸はカイロ、アル・リファーイー・モスク（Al-Rifa'i Mosque）の副王廟に葬られた。